# Campeonato Mundial de Voleibol Femenino de 2014
El XVII Campeonato Mundial de Voleibol Femenino se celebró en Italia entre el 23 de septiembre y el 12 de octubre de 2014 bajo la organización de la Federación Internacional de Voleibol (FIVB) y la Federación Italiana de Voleibol.
Compitieron en el evento 24 selecciones nacionales afiliadas a la FIVB por el título mundial, cuyo anterior portador era la selección de Rusia, ganadora del Mundial de 2010.
El equipo de los Estados Unidos conquistó su primer título mundial al vencer en la final al equipo de China con un marcador de 1-3. El conjunto de Brasil ganó la medalla de bronce en el partido por el tercer puesto contra el equipo Italia.

## Clasificación
En total, 135 de las 220 federaciones afiliadas a la FIVB tomaron parte de la fase de clasificación. El campeón del Mundial de 2010, la selección de Rusia, debió tomar parte de la clasificación previa. La distribución por confederaciones para el Campeonato Mundial de Voleibol Femenino de 2014 fue la siguiente: AVC: 4 plazas, CAVB: 2 plazas, NORCECA: 6 plazas, CSV: 2 plazas y CEV: 9 plazas.
| Competición                             | Fecha                                   | Sede                              | Plazas | Equipos clasificados                                               |
| --------------------------------------- | --------------------------------------- | --------------------------------- | ------ | ------------------------------------------------------------------ |
| País anfitrión                          | –                                       | –                                 | 1      | Italia                                                             |
| Proceso de clasificación asiático       | 4 de septiembre – 1 de octubre de 2013  | Komaki ( Japón) Chenzhou ( China) | 4      | Japón Tailandia China Kazajistán                                   |
| Campeonato Europeo                      | 6 – 14 de septiembre de 2013            | Alemania · Suiza                  | 2      | Rusia Alemania                                                     |
| Campeonato Sudamericano                 | 18 – 22 de septiembre de 2013           | Ica · ( Perú)                     | 1      | Brasil                                                             |
| Torneo de clasificación sudamericano    | 18 – 20 de octubre de 2013              | San Juan ( Argentina)             | 1      | Argentina                                                          |
| Proceso de clasificación europeo        | 24 de mayo de 2013 – 5 de enero de 2014 | Diversas sedes                    | 7      | Turquía Bulgaria Azerbaiyán Bélgica Croacia Serbia Países Bajos    |
| Proceso de clasificación africano       | 16 de febrero – 1 de marzo de 2014      | Argel ( Argelia) Nairobi ( Kenia) | 2      | Camerún Túnez                                                      |
| Proceso de clasificación norteamericano | 15 de mayo – 20 de julio de 2014        | Diversas sedes                    | 6      | Cuba Estados Unidos República Dominicana Canadá Puerto Rico México |

## Organización

### Sedes
Para este torneo se dispusieron de 6 sedes diferentes, siendo la ciudad de Milán la que albergó la final el 12 de octubre. 
| Foto | Grupo        | Ciudad  | Instalación      | Capacidad |
| ---- | ------------ | ------- | ---------------- | --------- |
|      | A            | Roma    | PalaLottomatica  | 10 710    |
|      | B y E        | Trieste | PalaTrieste      | 7000      |
|      | C y F        | Verona  | PalaOlimpia      | 5350      |
|      | D y E        | Bari    | PalaFloria       | 5080      |
|      | F            | Módena  | PalaPanini       | 5211      |
|      | G, H y Final | Milán   | Mediolanum Forum | 12 500    |

### Calendario
| 1F | Primera fase | 2F | Segunda fase | 3F | Tercera fase | FF | Fase final |

| Septiembre/ octubre de 2014 | 23 Mar  | 24 Mié  | 25 Jue  | 26 Vie | 27 Sáb  | 28 Dom  | 29 Lun | 30 Mar | 01 Mié | 02 Jue | 03 Vie | 04 Sáb | 05 Dom | 06 Lun | 07 Mar | 08 Mié | 09 Jue | 10 Vie | 11 Sáb | 12 Dom |
| --------------------------- | ------- | ------- | ------- | ------ | ------- | ------- | ------ | ------ | ------ | ------ | ------ | ------ | ------ | ------ | ------ | ------ | ------ | ------ | ------ | ------ |
| Fase (no. de partidos)      | 1F (12) | 1F (12) | 1F (12) | —      | 1F (12) | 1F (12) | —      | —      | 2F (8) | 2F (8) | —      | 2F (8) | 2F (8) | —      | —      | 3F (2) | 3F (2) | 3F (2) | FF (2) | FF (2) |

## Grupos
| Grupo A              | Grupo B  | Grupo C        | Grupo D     |
| -------------------- | -------- | -------------- | ----------- |
| República Dominicana | Brasil   | Rusia          | Japón       |
| Alemania             | Serbia   | Países Bajos   | China       |
| Italia               | Turquía  | Estados Unidos | Azerbaiyán  |
| Croacia              | Canadá   | Tailandia      | Puerto Rico |
| Argentina            | Bulgaria | México         | Bélgica     |
| Túnez                | Camerún  | Kazajistán     | Cuba        |

## Primera fase
- Todos los partidos en la hora local de Italia (UTC+2).

Los primeros cuatro de cada grupo pasan a la segunda fase.

### Grupo A
| Equipo               | J | G | P | SG | SP | R     | PG  | PP  | R     | PTS |
| -------------------- | - | - | - | -- | -- | ----- | --- | --- | ----- | --- |
| Italia               | 5 | 4 | 1 | 14 | 4  | 3,500 | 416 | 299 | 1,391 | 13  |
| República Dominicana | 5 | 5 | 0 | 15 | 7  | 2,142 | 492 | 422 | 1,165 | 12  |
| Croacia              | 5 | 3 | 2 | 11 | 10 | 1,100 | 442 | 444 | 0,995 | 9   |
| Alemania             | 5 | 2 | 3 | 11 | 9  | 1,222 | 431 | 363 | 1,187 | 8   |
| Argentina            | 5 | 1 | 4 | 5  | 12 | 0,416 | 328 | 404 | 0,811 | 3   |
| Túnez                | 5 | 0 | 5 | 1  | 15 | 0,066 | 219 | 396 | 0,553 | 0   |

- Resultados

| Fecha | Hora  | Partido¹             | Partido¹ | Partido¹             | Resultado | S1    | S2    | S3    | S4    | S5    | Total   |
| ----- | ----- | -------------------- | -------- | -------------------- | --------- | ----- | ----- | ----- | ----- | ----- | ------- |
| 23.09 | 10:30 | Argentina            | -        | Croacia              | 1-3       | 17-25 | 28-26 | 24-26 | 19-25 | –     | 88-102  |
| 23.09 | 17:00 | República Dominicana | -        | Alemania             | 3-2       | 22-25 | 25-21 | 25-21 | 24-26 | 15-13 | 111-106 |
| 23.09 | 20:00 | Italia               | -        | Túnez                | 3-0       | 25-11 | 25-13 | 25-8  | –     | –     | 75-32   |
| 24.09 | 10:30 | República Dominicana | -        | Túnez                | 3-0       | 25-14 | 25-19 | 25-10 | –     | –     | 75-43   |
| 24.09 | 17:00 | Alemania             | -        | Argentina            | 3-0       | 25-12 | 25-13 | 25-14 | –     | –     | 75-39   |
| 24.09 | 20:00 | Croacia              | -        | Italia               | 0-3       | 24-26 | 15-25 | 11-25 | –     | –     | 50-76)  |
| 25.09 | 10:30 | Alemania             | -        | Túnez                | 3-0       | 25-7  | 25-12 | 25-7  | –     | –     | 75-26   |
| 25.09 | 17:00 | Croacia              | -        | República Dominicana | 2-3       | 22-25 | 13-25 | 25-22 | 26-24 | 17-19 | 103-115 |
| 25.09 | 20:00 | Argentina            | -        | Italia               | 0-3       | 17-25 | 17-25 | 16-25 | –     | –     | 50-75   |
| 27.09 | 10:30 | Túnez                | -        | Croacia              | 1-3       | 6-25  | 25-21 | 16-25 | 13-25 | –     | 60-96   |
| 27.09 | 17:00 | República Dominicana | -        | Argentina            | 3-1       | 25-13 | 25-20 | 19-25 | 25-18 | –     | 94-76   |
| 27.09 | 20:00 | Italia               | -        | Alemania             | 3-1       | 21-25 | 25-17 | 25-10 | 25-18 | –     | 96-70   |
| 28.09 | 10:30 | Túnez                | -        | Argentina            | 0-3       | 19-25 | 18-25 | 21-25 | –     | –     | 58-75   |
| 28.09 | 17:00 | Croacia              | -        | Alemania             | 3-2       | 17-25 | 25-23 | 9-25  | 25-21 | 15-11 | 91-105  |
| 28.09 | 20:00 | Italia               | -        | República Dominicana | 2-3       | 15-25 | 25-16 | 21-25 | 25-16 | 8-15  | 94-97   |

- (¹) – Todos en Roma.

### Grupo B
| Equipo   | J | G | P | SG | SP | R     | PG  | PP  | R     | PTS |
| -------- | - | - | - | -- | -- | ----- | --- | --- | ----- | --- |
| Brasil   | 5 | 5 | 0 | 15 | 3  | 5,000 | 428 | 333 | 1,285 | 14  |
| Serbia   | 5 | 4 | 1 | 13 | 7  | 1,857 | 467 | 405 | 1,153 | 11  |
| Bulgaria | 5 | 3 | 2 | 11 | 8  | 1,375 | 417 | 396 | 1,053 | 9   |
| Turquía  | 5 | 2 | 3 | 11 | 9  | 1,222 | 436 | 396 | 1,101 | 8   |
| Canadá   | 5 | 1 | 4 | 4  | 13 | 0,307 | 296 | 392 | 0,755 | 3   |
| Camerún  | 5 | 0 | 5 | 1  | 15 | 0,066 | 274 | 396 | 0,691 | 0   |

- Resultados

| Fecha | Hora  | Partido¹ | Partido¹ | Partido¹ | Resultado | S1    | S2    | S3    | S4    | S5    | Total   |
| ----- | ----- | -------- | -------- | -------- | --------- | ----- | ----- | ----- | ----- | ----- | ------- |
| 23.09 | 10:30 | Canadá   | -        | Camerún  | 3-1       | 25-12 | 25-15 | 20-25 | 25-14 | –     | 95-66   |
| 23.09 | 17:00 | Serbia   | -        | Turquía  | 3-1       | 25-15 | 20-25 | 25-19 | 25-22 | –     | 95-81   |
| 23.09 | 20:00 | Brasil   | -        | Bulgaria | 3-0       | 25-19 | 25-22 | 25-16 | –     | –     | 75-57   |
| 24.09 | 10:30 | Turquía  | -        | Canadá   | 3-0       | 25-10 | 25-12 | 25-17 | –     | –     | 75-39   |
| 24.09 | 17:00 | Camerún  | -        | Brasil   | 0-3       | 14-25 | 15-25 | 18-25 | –     | –     | 47-75   |
| 24.09 | 20:00 | Serbia   | -        | Bulgaria | 3-2       | 25-19 | 23-25 | 25-19 | 18-25 | 15-12 | 106-100 |
| 25.09 | 10:30 | Canadá   | -        | Brasil   | 0-3       | 14-25 | 8-25  | 18-25 | –     | –     | 40-75   |
| 25.09 | 17:00 | Camerún  | -        | Serbia   | 0-3       | 17-25 | 13-25 | 24-26 | –     | –     | 54-76   |
| 25.09 | 20:00 | Turquía  | -        | Bulgaria | 2-3       | 25-20 | 23-25 | 18-25 | 27-25 | 12-15 | 105-110 |
| 27.09 | 10:30 | Bulgaria | -        | Camerún  | 3-0       | 25-16 | 25-20 | 25-23 | –     | –     | 75-59   |
| 27.09 | 17:00 | Serbia   | -        | Canadá   | 3-1       | 25-7  | 26-28 | 25-21 | 25-15 | –     | 101-71  |
| 27.09 | 20:00 | Brasil   | -        | Turquía  | 3-2       | 17-25 | 22-25 | 25-19 | 25-21 | 15-10 | 104-100 |
| 28.09 | 10:30 | Camerún  | -        | Turquía  | 0-3       | 18-25 | 18-25 | 12-25 | –     | –     | 48-75   |
| 28.09 | 17:00 | Bulgaria | -        | Canadá   | 3-0       | 25-17 | 25-16 | 25-18 | –     | –     | 75-51   |
| 28.09 | 20:00 | Brasil   | -        | Serbia   | 3-1       | 24-26 | 25-21 | 25-19 | 25-23 | –     | 99-89   |

- (¹) – Todos en Trieste.

### Grupo C
| Equipo         | J | G | P | SG | SP | R     | PG  | PP  | R     | PTS |
| -------------- | - | - | - | -- | -- | ----- | --- | --- | ----- | --- |
| Estados Unidos | 5 | 5 | 0 | 15 | 2  | 7,500 | 437 | 357 | 1,224 | 15  |
| Rusia          | 5 | 4 | 1 | 13 | 4  | 3,250 | 427 | 354 | 1,206 | 12  |
| Países Bajos   | 5 | 3 | 2 | 10 | 6  | 1,666 | 377 | 358 | 1,053 | 9   |
| Kazajistán     | 5 | 2 | 3 | 6  | 9  | 0,666 | 316 | 331 | 0,954 | 6   |
| Tailandia      | 5 | 1 | 4 | 3  | 12 | 0,250 | 323 | 383 | 0,843 | 3   |
| México         | 5 | 0 | 5 | 1  | 15 | 0,066 | 318 | 415 | 0,766 | 0   |

- Resultados

| Fecha | Hora  | Partido¹       | Partido¹ | Partido¹       | Resultado | S1    | S2    | S3    | S4    | S5 | Total   |
| ----- | ----- | -------------- | -------- | -------------- | --------- | ----- | ----- | ----- | ----- | -- | ------- |
| 23.09 | 10:30 | Países Bajos   | -        | Kazajistán     | 3-0       | 25-21 | 25-17 | 25-21 | –     | –  | 75-59   |
| 23.09 | 17:00 | Rusia          | -        | Tailandia      | 3-0       | 25-18 | 25-19 | 25-22 | –     | –  | 75-59   |
| 23.09 | 20:00 | Estados Unidos | -        | México         | 3-1       | 19-25 | 25-11 | 25-19 | 25-22 | –  | 94-70   |
| 24.09 | 10:30 | Kazajistán     | -        | Estados Unidos | 0-3       | 20-25 | 15-25 | 22-25 | –     | –  | 57-75   |
| 24.09 | 17:00 | Rusia          | -        | México         | 3-0       | 25-17 | 25-22 | 25-13 | –     | –  | 75-52   |
| 24.09 | 20:00 | Tailandia      | -        | Países Bajos   | 0-3       | 20-25 | 22-25 | 18-25 | –     | –  | 60-75   |
| 25.09 | 10:30 | Tailandia      | -        | México         | 3-0       | 27-25 | 36-34 | 26-24 | –     | –  | 89-83   |
| 25.09 | 17:00 | Kazajistán     | -        | Rusia          | 0-3       | 13-25 | 21-25 | 16-25 | –     | –  | 50-75   |
| 25.09 | 20:00 | Países Bajos   | -        | Estados Unidos | 0-3       | 27-29 | 21-25 | 18-25 | –     | –  | 66-79   |
| 27.09 | 10:30 | México         | -        | Kazajistán     | 0-3       | 12-25 | 16-25 | 21-25 | –     | –  | 49-75   |
| 27.09 | 17:00 | Rusia          | -        | Países Bajos   | 3-1       | 19-25 | 25-13 | 27-25 | 25-16 | –  | 96-79   |
| 27.09 | 20:00 | Estados Unidos | -        | Tailandia      | 3-0       | 25-15 | 25-23 | 25-20 | –     | –  | 75-58   |
| 28.09 | 10:30 | México         | -        | Países Bajos   | 0-3       | 30-32 | 17-25 | 17-25 | –     | –  | 64-82   |
| 28:09 | 17:00 | Kazajistán     | -        | Tailandia      | 3-0       | 25-15 | 25-22 | 25-20 | –     | –  | 75-57   |
| 28.09 | 20:00 | Estados Unidos | -        | Rusia          | 3-1       | 34-32 | 25-19 | 29-31 | 26-24 | –  | 114-106 |

- (¹) – Todos en Verona.

### Grupo D
| Equipo      | J | G | P | SG | SP | R     | PG  | PP  | R     | PTS |
| ----------- | - | - | - | -- | -- | ----- | --- | --- | ----- | --- |
| China       | 5 | 5 | 0 | 15 | 2  | 7,500 | 408 | 309 | 1,320 | 14  |
| Japón       | 5 | 3 | 2 | 13 | 7  | 1,857 | 444 | 426 | 1,042 | 11  |
| Bélgica     | 5 | 3 | 2 | 10 | 6  | 1,666 | 377 | 325 | 1,160 | 9   |
| Azerbaiyán  | 5 | 3 | 2 | 9  | 11 | 0,818 | 410 | 449 | 0,913 | 7   |
| Puerto Rico | 5 | 1 | 4 | 5  | 12 | 0,416 | 364 | 399 | 0,912 | 4   |
| Cuba        | 5 | 0 | 5 | 1  | 15 | 0,066 | 308 | 403 | 0,764 | 0   |

- Resultados

| Fecha | Hora  | Partido¹    | Partido¹ | Partido¹    | Resultado | S1    | S2    | S3    | S4    | S5    | Total   |
| ----- | ----- | ----------- | -------- | ----------- | --------- | ----- | ----- | ----- | ----- | ----- | ------- |
| 23.09 | 10:30 | China       | -        | Puerto Rico | 3-0       | 25-23 | 25-18 | 25-20 | –     | –     | 75-61   |
| 23.09 | 17:00 | Japón       | -        | Azerbaiyán  | 2-3       | 25-17 | 20-25 | 25-20 | 21-25 | 9-15  | 100-102 |
| 23.09 | 20:00 | Cuba        | -        | Bélgica     | 0-3       | 15-25 | 12-25 | 16-25 | –     | –     | 43-75   |
| 24.09 | 10:30 | China       | -        | Azerbaiyán  | 3-0       | 25-13 | 25-16 | 25-17 | –     | –     | 75-46   |
| 24.09 | 17:00 | Bélgica     | -        | Japón       | 1-3       | 22-25 | 25-22 | 20-25 | 23-25 | –     | 90-97   |
| 24.09 | 20:00 | Puerto Rico | -        | Cuba        | 3-0       | 25-22 | 27-25 | 25-19 | –     | –     | 77-66   |
| 25.09 | 10:30 | Puerto Rico | -        | Azerbaiyán  | 2-3       | 20-25 | 26-24 | 24-26 | 25-16 | 15-17 | 110-108 |
| 25.09 | 17:00 | Cuba        | -        | Japón       | 0-3       | 19-25 | 24-26 | 23-25 |       | –     | 66-76   |
| 25.09 | 20:00 | Bélgica     | -        | China       | 0-3       | 21-25 | 22-25 | 19-25 | –     | –     | 62-75   |
| 27.09 | 10:30 | Azerbaiyán  | -        | Bélgica     | 0-3       | 0-3   | 21-25 | 12-25 | 21-25 | –     | 54-75   |
| 27.09 | 17:00 | Japón       | -        | Puerto Rico | 3-0       | 25-21 | 25-20 | 25-29 | –     | –     | 75-60   |
| 27.09 | 20:00 | China       | -        | Cuba        | 3-0       | 25-15 | 25-11 | 25-18 | –     | –     | 75-44   |
| 28.09 | 10:30 | Azerbaiyán  | -        | Cuba        | 3-1       | 25-20 | 25-27 | 25-20 | 25-22 | –     | 100-89  |
| 28.09 | 17:00 | Japón       | -        | China       | 2-3       | 16-25 | 25-18 | 27-25 | 17-25 | 11-15 | 96-108  |
| 28.09 | 20:00 | Bélgica     | -        | Puerto Rico | 3-0       | 25-20 | 25-17 | 25-19 | –     | –     | 75-56   |

- (¹) – Todos en Bari.

## Segunda fase
- Todos los partidos en la hora local de Italia (UTC+2).

Los primeros tres de cada grupo pasan a la tercera fase.

### Grupo E
| Equipo               | J | G | P | SG | SP | R     | PG  | PP  | R     | PTS |
| -------------------- | - | - | - | -- | -- | ----- | --- | --- | ----- | --- |
| Italia               | 7 | 6 | 1 | 20 | 6  | 3,333 | 610 | 509 | 1,198 | 19  |
| China                | 7 | 6 | 1 | 19 | 7  | 2,714 | 599 | 504 | 1,188 | 16  |
| República Dominicana | 7 | 5 | 2 | 19 | 15 | 1,266 | 734 | 686 | 1,069 | 13  |
| Japón                | 7 | 3 | 4 | 15 | 17 | 0,882 | 670 | 693 | 0,966 | 10  |
| Alemania             | 7 | 2 | 5 | 13 | 15 | 0,866 | 597 | 591 | 1,010 | 9   |
| Bélgica              | 7 | 2 | 5 | 9  | 16 | 0,562 | 534 | 563 | 0,948 | 7   |
| Croacia              | 7 | 2 | 5 | 10 | 19 | 0,526 | 556 | 670 | 0,829 | 5   |
| Azerbaiyán           | 7 | 2 | 5 | 8  | 18 | 0,444 | 519 | 603 | 0,860 | 5   |

- Resultados

| Fecha | Hora  | Partido¹             | Partido¹ | Partido¹   | Resultado | S1    | S2    | S3    | S4    | S5    | Total   |
| ----- | ----- | -------------------- | -------- | ---------- | --------- | ----- | ----- | ----- | ----- | ----- | ------- |
| 01.10 | 17:00 | República Dominicana | -        | Bélgica    | 3-2       | 25-17 | 25-22 | 22-25 | 22-25 | 15-6  | 109-95  |
| 01.10 | 17:00 | Croacia              | -        | Japón      | 3-2       | 18-25 | 25-23 | 25-27 | 25-20 | 15-8  | 108-103 |
| 01.10 | 20:00 | Italia               | -        | Azerbaiyán | 3-1       | 25-19 | 25-21 | 21-25 | 25-23 | –     | 96-88   |
| 01.10 | 20:00 | Alemania             | -        | China      | 0-3       | 16-25 | 23-25 | 23-25 | –     | –     | 62-75   |
| 02.10 | 17:00 | República Dominicana | -        | Azerbaiyán | 3-1       | 23-25 | 25-11 | 25-21 | 25-17 | –     | 98-74   |
| 02.10 | 17:00 | Alemania             | -        | Japón      | 2-3       | 25-23 | 24-26 | 19-25 | 25-16 | 11-15 | 104-105 |
| 02.10 | 20:00 | Italia               | -        | Bélgica    | 3-0       | 25-18 | 25-22 | 25-18 | –     | –     | 75-58   |
| 02.10 | 20:00 | Croacia              | -        | China      | 0-3       | 12-25 | 15-25 | 15-25 | –     | –     | 42-75   |
| 04.10 | 17:00 | República Dominicana | -        | China      | 2-3       | 19-25 | 19-25 | 25-22 | 25-20 | 10-15 | 98-107  |
| 04.10 | 17:00 | Alemania             | -        | Bélgica    | 3-0       | 25-20 | 25-15 | 25-21 | –     | –     | 75-56   |
| 04.10 | 20:00 | Italia               | -        | Japón      | 3-0       | 25-23 | 25-20 | 25-19 | –     | –     | 75-62   |
| 04.10 | 20:00 | Croacia              | -        | Azerbaiyán | 1-3       | 25-23 | 23-25 | 13-25 | 23-25 | –     | 84-98   |
| 05.10 | 17:00 | República Dominicana | -        | Japón      | 2-3       | 21-25 | 23-25 | 25-19 | 25-23 | 12-15 | 106-107 |
| 05.10 | 17:00 | Alemania             | -        | Azerbaiyán | 3-0       | 25-15 | 25-23 | 25-19 | –     | –     | 75-57   |
| 05.10 | 20:00 | Italia               | -        | China      | 3-1       | 22-25 | 25-18 | 26-24 | 25-17 | –     | 98-84   |
| 05.10 | 20:00 | Croacia              | -        | Bélgica    | 1-3       | 12-25 | 23-25 | 25-23 | 18-25 | –     | 78-98   |

- (¹) – El primero en Bari, el segundo en Trieste, y así sucesivamente.

### Grupo F
| Equipo         | J | G | P | SG | SP | R     | PG  | PP  | R     | PTS |
| -------------- | - | - | - | -- | -- | ----- | --- | --- | ----- | --- |
| Brasil         | 7 | 7 | 0 | 21 | 5  | 4,200 | 628 | 539 | 1,165 | 20  |
| Estados Unidos | 7 | 6 | 1 | 18 | 5  | 3,600 | 586 | 506 | 1,158 | 18  |
| Rusia          | 7 | 4 | 3 | 16 | 11 | 1,454 | 653 | 600 | 1,088 | 13  |
| Serbia         | 7 | 4 | 3 | 13 | 12 | 1,083 | 565 | 549 | 1,029 | 11  |
| Turquía        | 7 | 3 | 4 | 15 | 15 | 1,000 | 654 | 640 | 1,021 | 10  |
| Bulgaria       | 7 | 2 | 5 | 10 | 17 | 0,588 | 565 | 611 | 0,924 | 6   |
| Países Bajos   | 7 | 2 | 5 | 9  | 16 | 0,526 | 542 | 591 | 0,917 | 6   |
| Kazajistán     | 7 | 0 | 7 | 0  | 21 | 0,000 | 368 | 525 | 0,700 | 0   |

- Resultados

| Fecha | Hora  | Partido¹ | Partido¹ | Partido¹       | Resultado | S1    | S2    | S3    | S4    | S5    | Total   |
| ----- | ----- | -------- | -------- | -------------- | --------- | ----- | ----- | ----- | ----- | ----- | ------- |
| 01.10 | 17:00 | Serbia   | -        | Países Bajos   | 3-0       | 25-22 | 25-23 | 25-23 | –     | –     | 75-68   |
| 01.10 | 17:00 | Turquía  | -        | Estados Unidos | 1-3       | 29-27 | 19-25 | 23-25 | 15-25 | –     | 86-102  |
| 01.10 | 20:00 | Brasil   | -        | Kazajistán     | 3-0       | 25-22 | 25-22 | 25-18 | –     | –     | 75-62   |
| 01.10 | 20:00 | Bulgaria | -        | Rusia          | 1-3       | 23-25 | 15-25 | 28-26 | 19-25 | –     | 85-101  |
| 02.10 | 17:00 | Serbia   | -        | Kazajistán     | 3-0       | 25-13 | 25-15 | 25-20 | –     | –     | 75-48   |
| 02.10 | 17:00 | Turquía  | -        | Rusia          | 3-2       | 19-25 | 25-27 | 25-22 | 25-22 | 15-13 | 109-109 |
| 02.10 | 20:00 | Brasil   | -        | Países Bajos   | 3-1       | 23-25 | 25-20 | 25-16 | 25-16 | –     | 98-77   |
| 02.10 | 20:00 | Bulgaria | -        | Estados Unidos | 0-3       | 17-25 | 19-25 | 16-25 | –     | –     | 52-75   |
| 04.10 | 17:00 | Serbia   | -        | Estados Unidos | 0-3       | 22-25 | 20-25 | 22-25 | –     | –     | 64-75   |
| 04.10 | 17:00 | Turquía  | -        | Países Bajos   | 3-1       | 23-25 | 25-17 | 25-16 | 25-20 | –     | 98-78   |
| 04.10 | 20:00 | Brasil   | -        | Rusia          | 3-1       | 25-17 | 25-27 | 25-19 | 27-25 | –     | 102-88  |
| 04.10 | 20:00 | Bulgaria | -        | Kazajistán     | 3-0       | 25-22 | 25-15 | 25-13 | –     | –     | 75-50   |
| 05.10 | 17:00 | Serbia   | -        | Rusia          | 0-3       | 26-28 | 18-25 | 17-25 | –     | –     | 61-78   |
| 05.10 | 17:00 | Turquía  | -        | Kazajistán     | 3-0       | 25-15 | 25-13 | 25-14 | –     | –     | 75-42   |
| 05.10 | 20:00 | Brasil   | -        | Estados Unidos | 3-0       | 25-23 | 25-22 | 25-21 | –     | –     | 75-66   |
| 05.10 | 20:00 | Bulgaria | -        | Países Bajos   | 1-3       | 26-24 | 21-25 | 23-25 | 16-25 | –     | 86-99   |

- (¹) – El primero en Verona, el segundo en Módena, y así sucesivamente.

## Tercera fase
- Todos los partidos en la hora local de Italia (UTC+2).

Los primeros dos de cada grupo disputan las semifinales.

### Grupo G
| Equipo         | J | G | P | SG | SP | R     | PG  | PP  | R     | PTS |
| -------------- | - | - | - | -- | -- | ----- | --- | --- | ----- | --- |
| Italia         | 2 | 2 | 0 | 6  | 1  | 6,000 | 162 | 142 | 1,140 | 6   |
| Estados Unidos | 2 | 1 | 1 | 3  | 4  | 0,750 | 155 | 165 | 0,939 | 3   |
| Rusia          | 2 | 0 | 2 | 2  | 6  | 0,333 | 167 | 177 | 0,943 | 0   |

- Resultados

| Fecha | Hora  | Partido¹       | Partido¹ | Partido¹       | Resultado | S1    | S2    | S3    | S4    | S5 | Total |
| ----- | ----- | -------------- | -------- | -------------- | --------- | ----- | ----- | ----- | ----- | -- | ----- |
| 08.10 | 20:00 | Italia         | -        | Estados Unidos | 3-0       | 25-23 | 25-22 | 25-20 | –     | –  | 75-65 |
| 09.10 | 20:00 | Estados Unidos | -        | Rusia          | 3-1       | 25-19 | 25-23 | 15-25 | 25-23 | –  | 90-90 |
| 10.10 | 20:00 | Italia         | -        | Rusia          | 3-1       | 25-12 | 25-15 | 12-25 | 25-23 | –  | 87-77 |

- (¹) – Todos en Milán.

### Grupo H
| Equipo               | J | G | P | SG | SP | R     | PG  | PP  | R     | PTS |
| -------------------- | - | - | - | -- | -- | ----- | --- | --- | ----- | --- |
| Brasil               | 2 | 2 | 0 | 6  | 0  | MAX   | 150 | 107 | 1,401 | 6   |
| China                | 2 | 1 | 1 | 3  | 5  | 0,600 | 160 | 183 | 0,874 | 2   |
| República Dominicana | 2 | 0 | 2 | 2  | 6  | 0,333 | 165 | 185 | 0,891 | 1   |

- Resultados

| Fecha | Hora  | Partido¹ | Partido¹ | Partido¹             | Resultado | S1    | S2    | S3    | S4    | S5    | Total   |
| ----- | ----- | -------- | -------- | -------------------- | --------- | ----- | ----- | ----- | ----- | ----- | ------- |
| 08.10 | 20:00 | Brasil   | -        | China                | 3-0       | 25-19 | 25-16 | 25-15 | –     | –     | 75-50   |
| 09.10 | 20:00 | China    | -        | República Dominicana | 3-2       | 22-25 | 23-25 | 25-23 | 25-23 | 15-12 | 110-108 |
| 10.10 | 20:00 | Brasil   | -        | República Dominicana | 3-0       | 25-19 | 25-21 | 25-17 | –     | –     | 75-57   |

- (¹) – Todos en Milán.

## Fase final
- Todos los partidos en la hora local de Italia (UTC+2).

|  | Semifinales    | Semifinales    |   |        | Final         | Final         |  |
|  | 11 de octubre  | 11 de octubre  |   |        | 12 de octubre | 12 de octubre |  |
|  |                |                |   |        |               |               |  |
|  |                |                |   |        |               |               |  |
|  | Italia         | 1              |   |        |               |               |  |
|  | China          | 3              |   |        |               |               |  |
|  |                |                |   |        |               |               |  |
|  |                |                |   |        |               |               |  |
|  |                |                |   |        | China         | 1             |  |
|  |                | Estados Unidos | 3 |        |               |               |  |
|  |                |                |   |        |               |               |  |
|  |                |                |   |        |               |               |  |
|  |                |                |   |        | Tercer lugar  |               |  |
|  |                |                |   |        |               |               |  |
|  | Estados Unidos | 3              |   | Italia | 2             |               |  |
|  | Brasil         | 0              |   |        | Brasil        | 3             |  |

### Semifinales
| Fecha | Hora  | Partido¹       | Partido¹ | Partido¹ | Resultado | S1    | S2    | S3    | S4    | S5 | Total  |
| ----- | ----- | -------------- | -------- | -------- | --------- | ----- | ----- | ----- | ----- | -- | ------ |
| 11.10 | 17:30 | Estados Unidos | -        | Brasil   | 3-0       | 25-18 | 29-27 | 25-20 | –     | –  | 79-65  |
| 11.10 | 20:45 | Italia         | -        | China    | 1-3       | 21-25 | 20-25 | 25-20 | 28-30 | –  | 94-100 |

- (¹) – Ambos en Milán.

### Tercer lugar
| Fecha | Hora  | Partido¹ | Partido¹ | Partido¹ | Resultado | S1    | S2    | S3    | S4    | S5   | Total  |
| ----- | ----- | -------- | -------- | -------- | --------- | ----- | ----- | ----- | ----- | ---- | ------ |
| 12.10 | 17:30 | Italia   | -        | Brasil   | 2-3       | 15-25 | 13-25 | 25-22 | 25-22 | 7-15 | 85-109 |

- (¹) – En Milán.

### Final
| Fecha | Hora  | Partido¹ | Partido¹ | Partido¹       | Resultado | S1    | S2    | S3    | S4    | S5 | Total |
| ----- | ----- | -------- | -------- | -------------- | --------- | ----- | ----- | ----- | ----- | -- | ----- |
| 12.10 | 20:00 | China    | -        | Estados Unidos | 1-3       | 25-27 | 20-25 | 25-16 | 24-26 | –  | 94-94 |

- (¹) – En Milán.

## Medallero
| Estados Unidos | China | Brasil |
| Rachael Adams Foluke Akinradewo Kayla Banwarth Nicole Davis Tetori Dixon Nicole Fawcett Alisha Glass Christa Harmotto Kristin Hildebrand Kimberly Hill Jordan Larson Kelly Murphy Kelsey Robinson Courtney Thompson | Chen Zhan Hui Ruoqi Liu Xiaotong Shan Danna Shen Jingsi Wang Huimin Wang Na Wei Qiuyue Xu Yunli Yang Fangxu Yang Junjing Yuan Xinyue Zeng Chunlei Zhu Ting | Camila Brait Tandara Caixeta Jaqueline Carvalho Sheilla Castro Fabiana Claudino Fernanda Garay Gabriela Guimarães Danielle Lins Thaísa Menezes Natália Pereira Adenízia da Silva Ana Carolina da Silva Léia Silva Josefa Fabíola de Souza |
| Karch Kiraly (seleccionador) | Lang Ping (seleccionador) | José Roberto Guimarães (seleccionador) |

## Estadísticas

### Clasificación general
| 1. Estados Unidos       |
| 2. China                |
| 3. Brasil               |
| 4. Italia               |
| 5. República Dominicana |
| 5. Rusia                |
| 7. Japón                |
| 7. Serbia               |
| 9. Alemania             |
| 9. Turquía              |
| 11. Bélgica             |
| 11. Bulgaria            |
| 13. Croacia             |
| 13. Países Bajos        |
| 15. Azerbaiyán          |
| 15. Kazajistán          |
| 17. Argentina           |
| 17. Canadá              |
| 17. Puerto Rico         |
| 17. Tailandia           |
| 21. Camerún             |
| 21. Cuba                |
| 21. México              |
| 21. Túnez               |

### Distinciones individuales
- Mejor jugadora (MVP) – Kimberly Hill ( Estados Unidos)
- Mayor anotatora – Zhu Ting ( China) – pts.–
- Mejor colocadora – Alisha Glass ( Estados Unidos)
- Mejor receptora – Zhu Ting ( China) y Kimberly Hill ( Estados Unidos)
- Mejor central – Thaísa Menezes ( Brasil) y Yang Junjing ( China)
- Mejor opuesta – Sheilla Castro ( Brasil)
- Mejor líbero – Monica De Gennaro ( Italia)

Fuente: 